# Ваджрадхара-линг
Ваджрадхара-линг (фр. Vajradhara-Ling) — тибетский буддийский центр традиции Карма-Кагью рядом с коммуной Лизьё в округе Лизьё, Нижняя Нормандия, Франция. Наряду с парижским Кагью-дзонгом связан с Кармапой XVI, предсказавшим его появление, и Кармапой Оргьеном Тринлеем.

## История
Ваджрадхара-линг был торжественно открыт Калу Ринпоче в 1982 году. Калу Ринпоче назначил его директором Ламу Гъюрме. 